# Nižný Hrušov
Nižný Hrušov (bis 1927 slowakisch auch „Hrušovík“ oder „Hrušov“; ungarisch Alsókörtvélyes) ist eine Gemeinde im Osten der Slowakei mit 1501 Einwohnern (Stand 31. Dezember 2024), die zum Okres Vranov nad Topľou, einem Teil des Prešovský kraj gehört und zur traditionellen Landschaft Zemplín gezählt wird.

## Geographie
Die Gemeinde befindet sich im Nordteil des Ostslowakischen Tieflands am linken Ufer der Ondava. Das Ortszentrum liegt auf einer Höhe von 130 m n.m. und ist 13 Straßenkilometer von Vranov nad Topľou entfernt.

## Geschichte

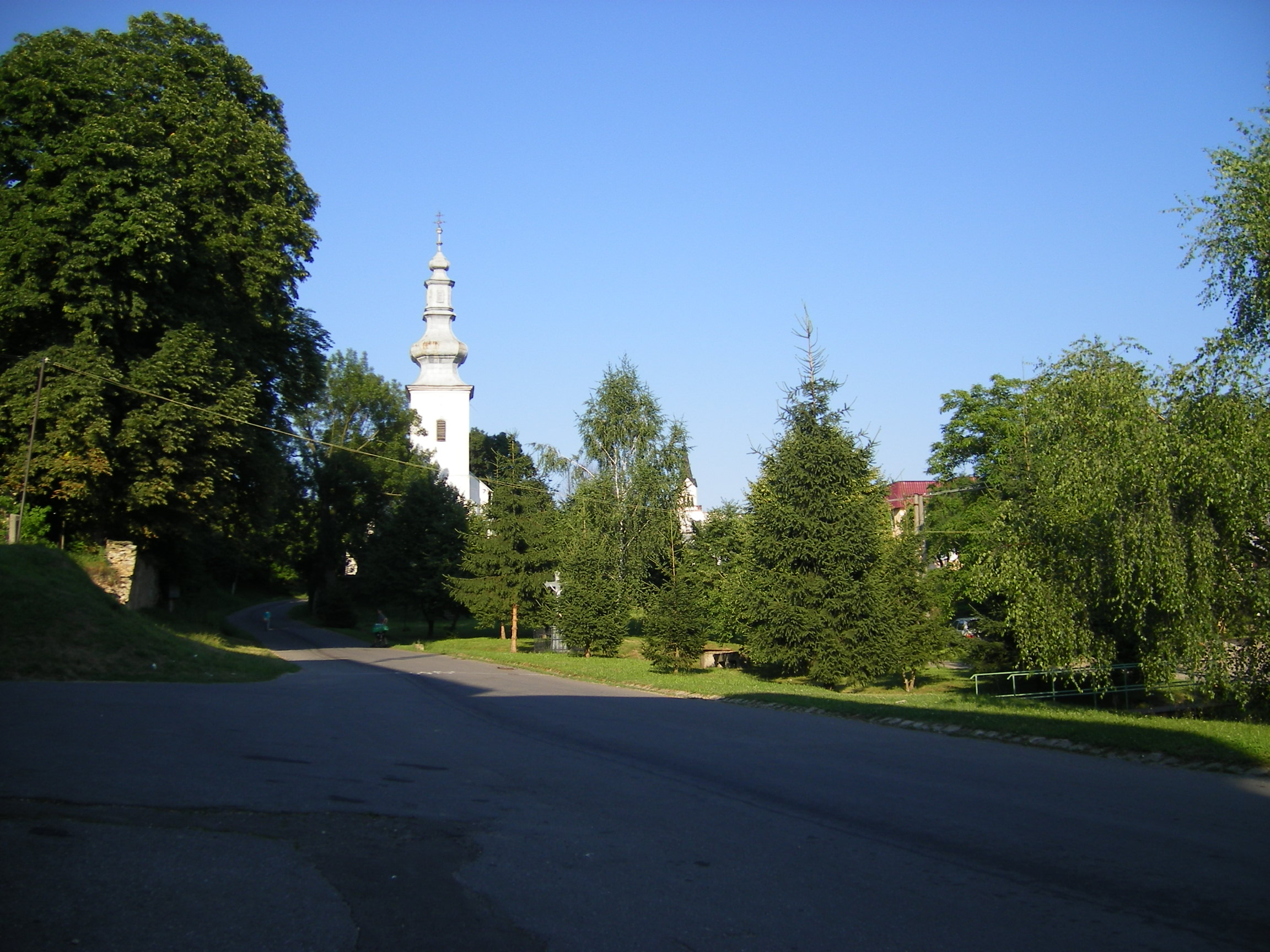
Kirche im Ort

Der Ort wurde zum ersten Mal 1246 als Kurthuelus schriftlich erwähnt. 1828 sind 105 Häuser und 776 Einwohner verzeichnet, die in Landwirtschaft und Obstlerei beschäftigt waren. Neben diesen pendelt heute ein Teil der Bevölkerung in umliegende Städte.

## Bevölkerung
| Jahr                | 1994 | 2004    | 2014    | 2024    |
| ------------------- | ---- | ------- | ------- | ------- |
| Anzahl der Personen | 1704 | 1666    | 1592    | 1501    |
| Unterschied         |      | −2,23 % | −4,44 % | −5,71 % |

| Jahr                | 2023 | 2024    |
| ------------------- | ---- | ------- |
| Anzahl der Personen | 1500 | 1501    |
| Unterschied         |      | +0,06 % |

Ergebnisse nach der Volkszählung 2001 (1699 Einwohner):
| Nach Ethnie: - 99,35 % Slowaken - 0,35 % Zigeuner | Nach Konfession: - 78,22 % römisch-katholisch - 19,01 % griechisch-katholisch - 1,24 % evangelisch |

## Bauwerke
- griechisch-katholische Kirche aus dem 14. Jahrhundert
- römisch-katholische Kirche aus dem Jahr 1910
- Landschloss im barock-klassizistischen Stil aus dem Jahr 1701 (ungenutzt)

## Persönlichkeiten
- Anna Lesznai (1885–1966), ungarische Schriftstellerin